# Christen Købke
Christen Købke (ur. 26 maja 1810 w Kopenhadze, zm. 7 lutego 1848 tamże) – duński malarz. Dorastał w wieloosobowej rodzinie, był jednym z jedenaściorga dzieci. Jego matka Cecilie Margrete była żoną piekarza Petera Berendta Købke.
W 1822 roku, w wieku 12 lat, zaczął uczęszczać do Królewskiej Duńskiej Akademii Sztuk w Kopenhadze. Tam studiował początkowo u Christiana Augusta Lorentzena, zaś po jego śmierci w 1828 roku u Christoffera Wilhelma Eckersberga.

## Dzieła
Oprócz portretów Købke namalował również liczne krajobrazy jego rodzinnej miejscowości, czyli Kopenhagi i jej okolic. Købke jest jednym z najbardziej znanych malarzy „Złotego Wieku” duńskiego malarstwa. W latach 1838–1840 przebywał we Włoszech. W ostatnich latach życia malował widoki i krajobrazy zawierające włoskie motywy. Obrazy Christena znajdują się m.in. w muzeum Ny Carlsberg Glyptotek, w kolekcji Heinricha Hirschsprunga w Kopenhadze oraz w National Gallery of Scotland in Edinburgh, która w 2010 roku zorganizowała wystawę Christen Købke. Danish Master of Light.